# Burmese

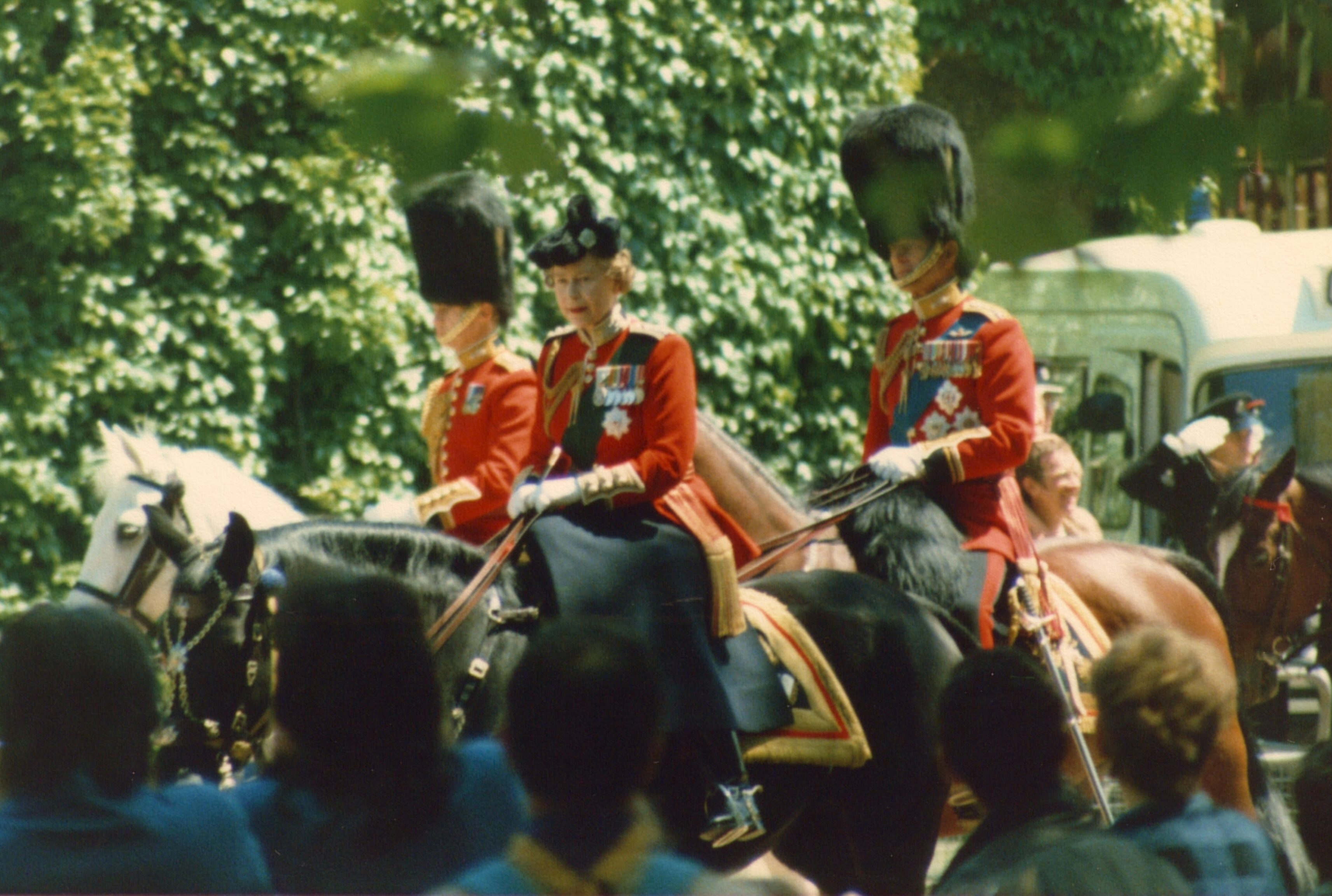
Elisabeth II. zum letzten Mal auf Burmese während des Trooping the Colour 1986

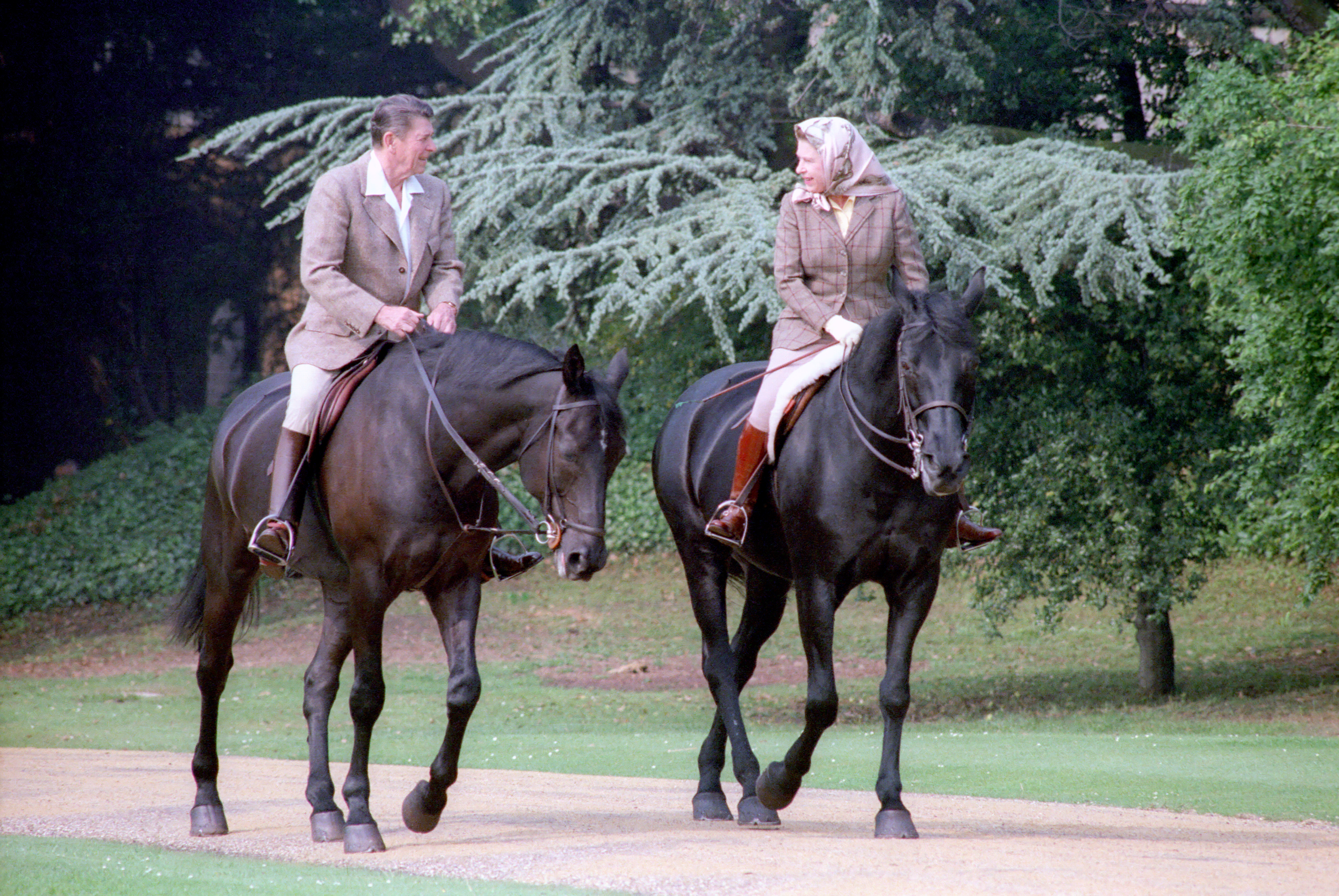
Die Königin auf Burmese in Windsor, 1982, während eines Besuchs von Ronald Reagan, dem der achtjährige RCMP-Wallach ‚Centenial‘ zur Verfügung gestellt wurde

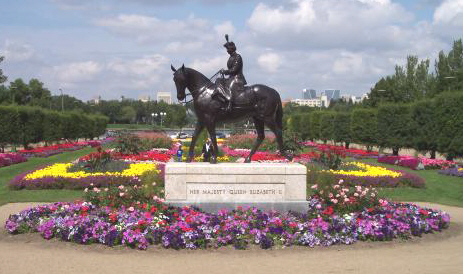
Die Statue in Regina (Saskatchewan) von Königin Elisabeth II. auf Burmese

Burmese (1962–1990) war eine Rappstute, die Königin Elisabeth II. von der Royal Canadian Mounted Police (RCMP) erhielt. Elisabeth II. ritt die Stute bei der alljährlichen Militärparade‚ Trooping the Colour‘ von 1969 bis 1986 in 18 aufeinanderfolgenden Jahren, obwohl die königliche Familie bei Trooping the Colour sonst mit Schimmeln erscheint.
Burmese wurde auf der RCMP Remount Ranch bei Maple Creek (Saskatchewan), gezogen. Sie wurde in Ottawa ausgebildet und 1969 der Königin übergeben, als Vertreter der Royal Canadian Mounted Police Großbritannien besuchten, um in der Royal Windsor Horse Show aufzutreten.
Die Königin ritt Burmese, als ein Jugendlicher sechs Schreckschüsse während der Trooping-the-Colour-Militärparade von 1981 abfeuerte. Obwohl das Ross erschrak, konnte die Königin es wieder unter Kontrolle bringen.
Burmeses letzter öffentlicher Auftritt war die Trooping-the-Colour-Militärparade von 1986, nach der sie in den Ruhestand versetzt wurde. Sie wurde nicht ersetzt, da sich die Königin dazu entschloss, von nun an in einem Phaeton zu fahren und die Truppenparade von einem Podium aus abzunehmen.
Burmese kam auf die Weide im Park von Windsor Castle. Dort starb sie im Jahr 1990.
Sowohl Burmese als auch Centenial wurden von RCMP-Staff-Sergeant Fred Rasmussen für die Königin ausgebildet.

## Statue
Zu Ehren des 50. Regierungsjahres von Elisabeth II. beauftragte die Provinz Saskatchewan die Bildhauerin Susan Velder, eine überlebensgroße Bronzestatue von Ihrer Majestät auf ihrem Lieblingspferd Burmese zu entwerfen. 2005 wurde die Bronzestatue von der Königin vor dem Gebäude der Legislativversammlung von Saskatchewan in Regina, Kanada, enthüllt.